# Gy (Zwitserland)
Gy is een gemeente en plaats in het Zwitserse kanton Genève.
Gy telt 394 inwoners.